# Фоджа (провинция)
Фо́джа (итал. Provincia di Foggia) — провинция в Италии, в регионе Апулия.

## Города
- Аккадия
- Анцано-ди-Пулья
- Апричена
- Монте-Сант'Анджело
- Чериньола

## Археология
- Доказательством присутствия на Апеннинском полуострове гоминин в раннем плейстоцене (1,3—1,6 млн лет назад) является находка каменных орудий в Пирро 13 (Пирро Норд, Апричена)[2].
- В археологическом музее города Риньяно-Гарганико хранится большинство находок из пещеры Пальиччи, в которой у останков девушки под индексом Пальиччи 23[англ.] возрастом около 28 тыс. лет была обнаружена кембриджская эталонная последовательность HVR1, указывающая на то, что индивидуум имел либо митохондриальную гаплогруппу R, либо митохондриальную гаплогруппу H, ныне широко распространённую среди европейцев[3].